# 3071 Nesterov
3071 Nesterov eller 1973 FT1 är en asteroid i huvudbältet som upptäcktes den 28 mars 1973 av den ryska astronomen Tamara Smirnova vid Krims astrofysiska observatorium på Krim. Den har fått sitt namn efter Pjotr Nesterov.
Asteroiden har en diameter på ungefär 18 kilometer och den tillhör asteroidgruppen Themis.